# Nishikawa
Pour les articles homonymes, voir Nishikawa (homonymie).
Nishikawa (西川町, Nishikawa-machi) est un bourg du district de Nishimurayama (préfecture de Yamagata), dans le nord de l'île de Honshū, au Japon.

## Géographie

### Démographie
Lors du recensement national de 2010, la population de Nishikawa s'élevait à 6 365 habitants répartis sur une superficie de 393,23 km2 (densité de population de 6 hab./km2).